# Stephen Hawking Medal for Science Communication

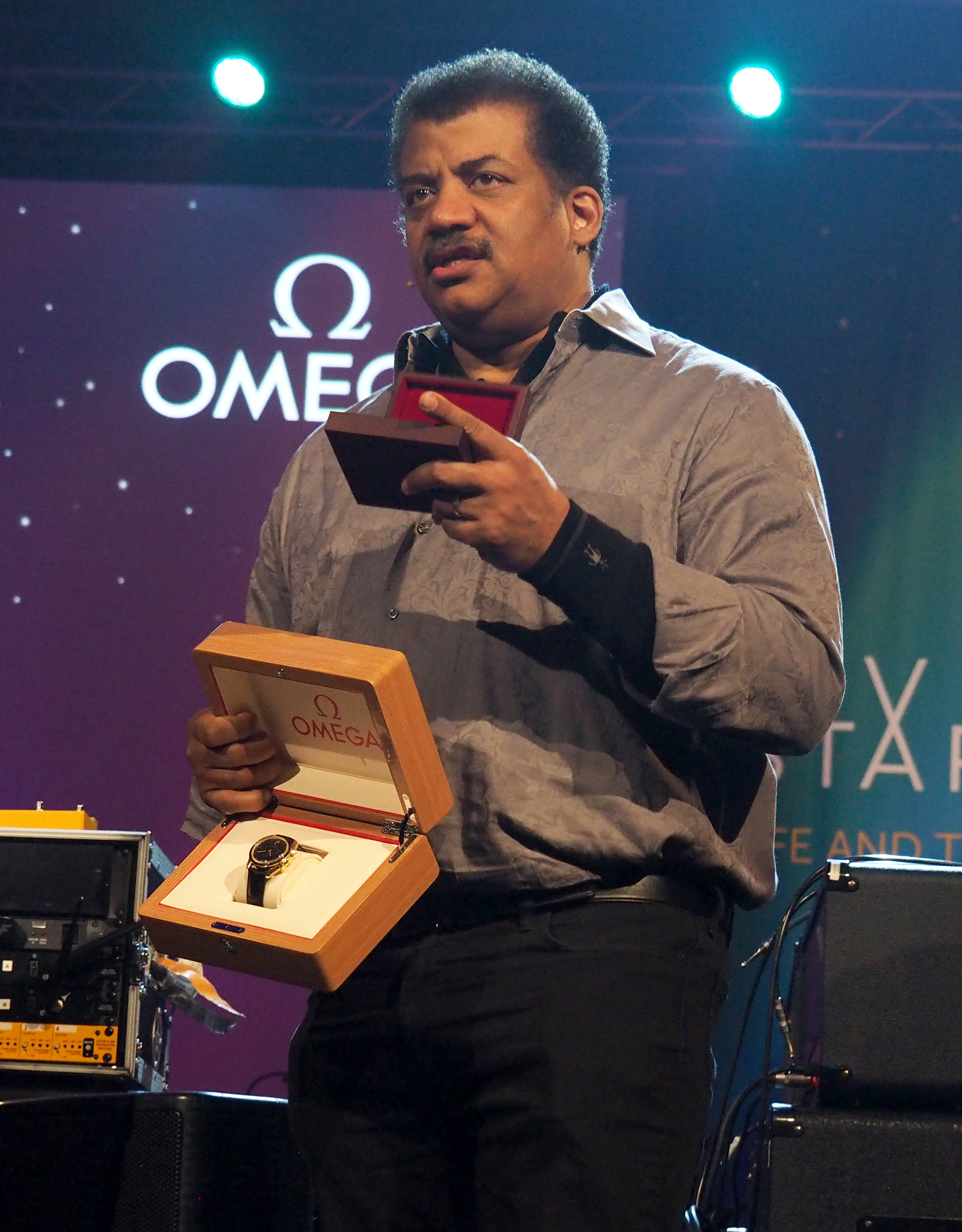

Stephen Hawking Medal for Science Communication – nagroda ufundowana w grudniu 2015 r. przez Stephena Hawkinga dla osób, które popularyzują naukę i ułatwiają jej zrozumienie poprzez muzykę, sztukę i kino.

## Laureaci
- 2016: Jim Al-Khalili, Particle Fever, Hans Zimmer[2]
- 2017: Neil deGrasse Tyson, Teoria wielkiego podrywu, Jean-Michel Jarre[2]
- 2019: Elon Musk, Brian Eno, Apollo 11 (film z 2019 roku)[3]